# Carlos Godoy
Carlos Alberto Godoy Labraña (ur. 28 marca 1969 w Santiago) – chilijski duchowny katolicki, biskup Osorno od 2023.  

## Życiorys

### Prezbiterat
Święcenia kapłańskie otrzymał 18 maja 1996 i został inkardynowany do archidiecezji Santiago de Chile. Pracował głównie jako duszpasterz parafialny, był też m.in. ojcem duchownym archidiecezjalnego seminarium oraz wikariuszem biskupim ds. duszpasterskich.

### Episkopat
22 czerwca 2021 papież Franciszek mianował go biskupem pomocniczym archidiecezji Santiago de Chile, ze stolicą tytularną Pudentiana. Sakry udzielił mu 13 sierpnia 2021 kardynał Celestino Aós Braco.
8 września 2023 został mianowany biskupem diecezji Osorno.